# Tell Vicky
Tell Vicky är en EP av All Systems Go!, utgiven 2003 av Bad Taste Records.

## Låtlista
| Nr           | Titel              | Längd |
| ------------ | ------------------ | ----- |
| 1.           | Tell Vicky         | 4:00  |
| 2.           | Motorbikes         | 3:06  |
| 3.           | Madness            | 3:27  |
| 4.           | Last Spark in Town | 2:59  |
| Total längd: | Total längd:       | 13:32 |

### Fotnoter
1. ↑  ”Tell Vicky”. Bad Taste Records. Arkiverad från originalet den 25 augusti 2010. https://web.archive.org/web/20100825225313/https://www.badtasterecords.se/records.asp?id=161. Läst 10 januari 2012.